# Luke Kirby (martire)
Luke Kirby (Yorkshire, 1549 – Tyburn, 30 maggio 1582) è stato un presbitero inglese martirizzato sotto Elisabetta I. È venerato come santo della Chiesa cattolica e ricordato come uno dei santi quaranta martiri di Inghilterra e Galles.

## Biografia
Dopo aver terminato gli studi universitari (presumibilmente a Cambridge), Kirby si convertì al cattolicesimo mentre si trovava nelle Fiandre (probabilmente a Lovanio). Nel 1576 entrò in seminario al Collegio inglese di Douai e fu ordinato sacerdote a Cambrai (Francia) nel settembre 1577.  
Tra maggio e luglio 1578 fece un viaggio nella natia Inghilterra. Successivamente i suoi superiori decisero di fargli proseguire gli studi. Fu inviato al Collegio Inglese di Roma. Nell'Urbe Kirby divenne noto per la carità nei confronti dei suoi compatrioti più bisognosi, fossero essi cattolici o di altro credo. Il 23 aprile 1579 pronunciò il giuramento come missionario, assieme al compagno di studi Ralph Sherwin.

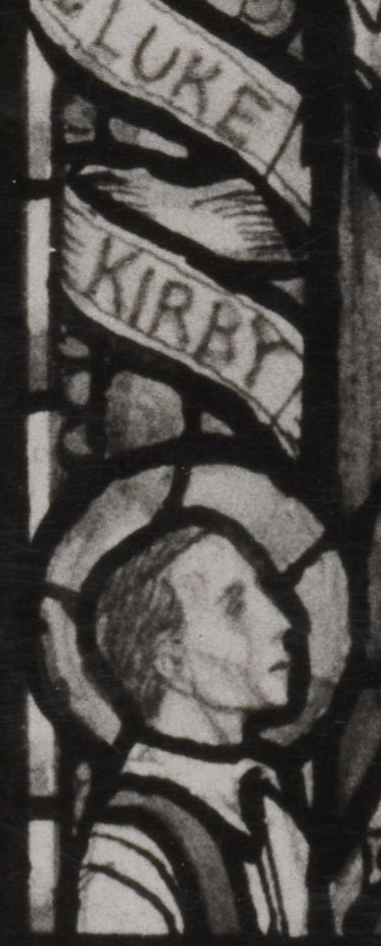
Un'immagine di Luke Kirby dipinta su una vetrata. Convento di Nostra Signora a Wigan (Inghilterra)

Dopo essersi preparato durante la Quaresima, il 14 aprile 1580 partì in missione per l'Inghilterra con il superiore Robert Parsons ed i confratelli Ralph Sherwin ed Edmund Campion. Durante il viaggio vollero fermarsi a Ginevra, città passata al protestantesimo. Kirby sfidò in una disputa Teodoro di Beza, successore di Calvino e capo del movimento calvinista di quella città.
I suoi movimenti però erano stati seguiti da un informatore del governo inglese di stanza a Roma. In giugno, poco dopo il suo approdo a Dover, Kirby fu individuato ed arrestato. Il 4 dicembre dello stesso anno fu trasferito nella Torre di Londra, dove venne sottoposto alla tortura della «cicogna di storpiatura». Fu dimenticato in cella per quasi un anno. Il 14 novembre 1581 venne sottoposto ad interrogatorio insieme a Campion (arrestato il 17 luglio di quell'anno) e ad altri compagni. L'accusa era alto tradimento, quella impiegata più spesso verso i sacerdoti cattolici. Il 20 novembre tutti gli accusati furono condannati a morte in base a testimonianze fornite da testimoni pagati.
L'esecuzione di Kirby fu rinviata per mesi: durante questo periodo riuscì a celebrare qualche Messa con il pane ed il vino che gli venne passato di nascosto. Un testimone ritrattò l'accusa, ma ciò non servì a salvare Kirby dalla morte. Il 30 maggio 1582 venne prelevato di prigione, caricato su un carretto e condotto al patibolo di a Tyburn insieme ai confratelli Thomas Cottam, William Filby e Lawrence Richardson. La sentenza fu eseguita per impiccagione, sventramento e squartamento.

## Culto
Luke Kirby fu beatificato da Leone XIII il 9 dicembre 1886 e canonizzato da Paolo VI il 25 ottobre 1970 nel novero dei Quaranta martiri inglesi e gallesi.